# Tour de Marina di Campo
La tour de Marina di Campo (en italien : Torre di Marina di Campo) est une tour de guet côtière située sur l'île d'Elbe près du hameau de Marina di Campo, une frazione de la commune de Campo nell'Elba, dans la province de Livourne en Toscane,.

## Histoire
La tour est attestée depuis 1596, année où elle fut confiée à Matteo d'Antonio de San Piero in Campo. Dans la seconde moitié du XVIe siècle, une zone de la partie côtière sud et est de l'île est devenue une partie de l'État des Présides, et les Espagnols ont décidé de continuer à utiliser la tour dans le cadre de leur système de défense côtière. Les Espagnols eux-mêmes ont construit à proximité une chapelle dédiée à Saint Gaétan de Thiène pour permettre des moments de prière pour les garnisons en service à la tour ; c'est précisément cet édifice religieux qui a permis le développement de la ville voisine de Marina di Campo à l'époque moderne.

## Description
La Tour de Marina di Campo a un plan circulaire, reposant sur une puissante base escarpée, selon la morphologie constructive classique du XVIe siècle. L'accès à la structure défensive se fait par une porte d'entrée qui s'ouvre sur la mezzanine, précédée d'un escalier extérieur caractéristique qui se terminait à l'origine par un pont-levis pour assurer un plus grand contrôle et une plus grande sécurité lors de l'accès à la tour. Juste du côté de l'entrée, un mâchicoulis dépasse du haut, à partir duquel il était possible de défendre le complexe contre d'éventuelles tentatives d'incursion, ayant pu protéger l'entrée même par le haut. La partie supérieure se termine par une couronne légèrement saillante par rapport au reste du corps du bâtiment, qui délimite une terrasse.
Au sommet du bâtiment situé près de la tour, le faro di Marina di Campo (it) a été activé en 1901.